# Муджинга Камбунджі
Муджинга Камбунджі (нім. Mujinga Kambundji) (нар. 17 червня 1992) — швейцарська легкоатлетка, яка спеціалізується в спринті, призерка світових та континентальних першостей у спринтерських дисциплінах, рекордсменка Швейцарії. Учасниця Олімпійських ігор 2012 та 2016 років.
Народилась та виросла в Лібефельді, в родині іммігранта з Конго Сафуки Камбунджі та швейцарки Рут. Розпочала заняття легкою атлетикою з 10 років разом зі своєю старшою сестрою Калуандою.
На чемпіонаті світу-2019 спортсменка здобула «бронзу» в бігу на 200 метрів.